# Ян Щепанський (боксер)
Ян Антоні Щепанський (пол. Jan Antoni Szczepański; 20 листопада 1939 — 15 січня 2017) — польський боксер, олімпійський чемпіон 1972 року, чемпіон Європи. 

## Аматорська кар'єра
Олімпійські ігри 1972 
- 1/16 фіналу. Переміг Казаміро Каші (Судан) 5-0
- 1/8 фіналу. Переміг Джеймса Бускане (США) 5-0
- 1/4 фіналу. Переміг Чарлі Неша (Ірландія) RSC
- 1/2 фіналу. Переміг Самуеля Мбугуа (Кенія)
- Фінал. Переміг Ласло Орбана (Угорщина) 5-0